# Ванда (коммуна)
Ванда́ (фр. Vendat) — коммуна во Франции, находится в регионе Овернь. Департамент коммуны — Алье. Входит в состав кантона Эскюроль. Округ коммуны — Виши.
Код INSEE коммуны — 03304.

## Население
Население коммуны на 2008 год составляло 2192 человека.
| 1962 | 1968 | 1975 | 1982 | 1990 | 1999 | 2008 |
| ---- | ---- | ---- | ---- | ---- | ---- | ---- |
| 858  | 930  | 1185 | 1613 | 1881 | 1968 | 2192 |

## Экономика
В 2007 году среди 1367 человек в трудоспособном возрасте (15—64 лет) 1003 были экономически активными, 364 — неактивными (показатель активности — 73,4 %, в 1999 году было 70,0 %). Из 1003 активных работали 924 человека (488 мужчин и 436 женщин), безработных было 79 (41 мужчина и 38 женщин). Среди 364 неактивных 93 человека были учениками или студентами, 170 — пенсионерами, 101 были неактивными по другим причинам.